# Aston Martin DB11
Aston Martin DB11 — 2-дверне купе класу Gran Turismo, створене компанією Aston Martin в 2016 році.

## Опис

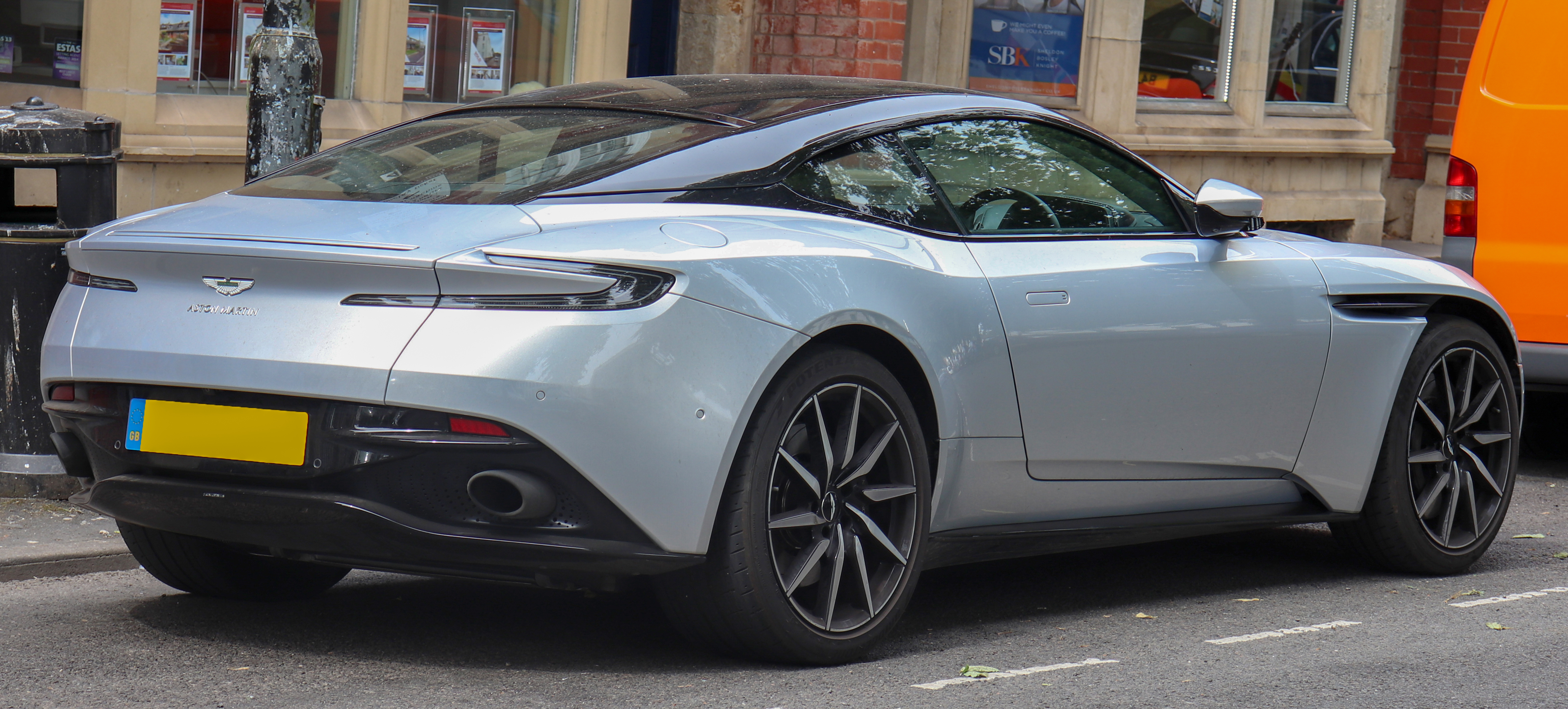
Aston Martin DB11

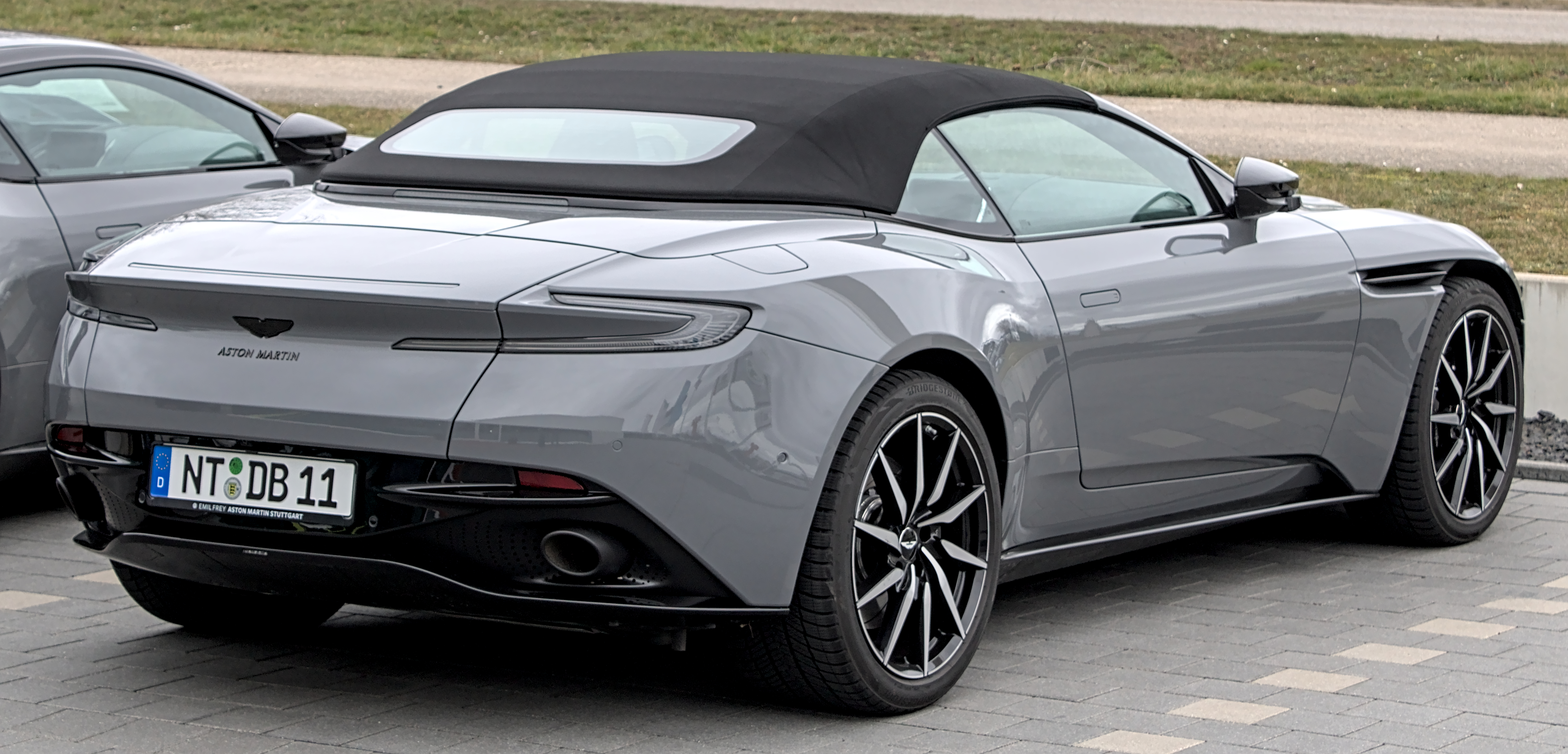
Aston Martin DB11 Volante

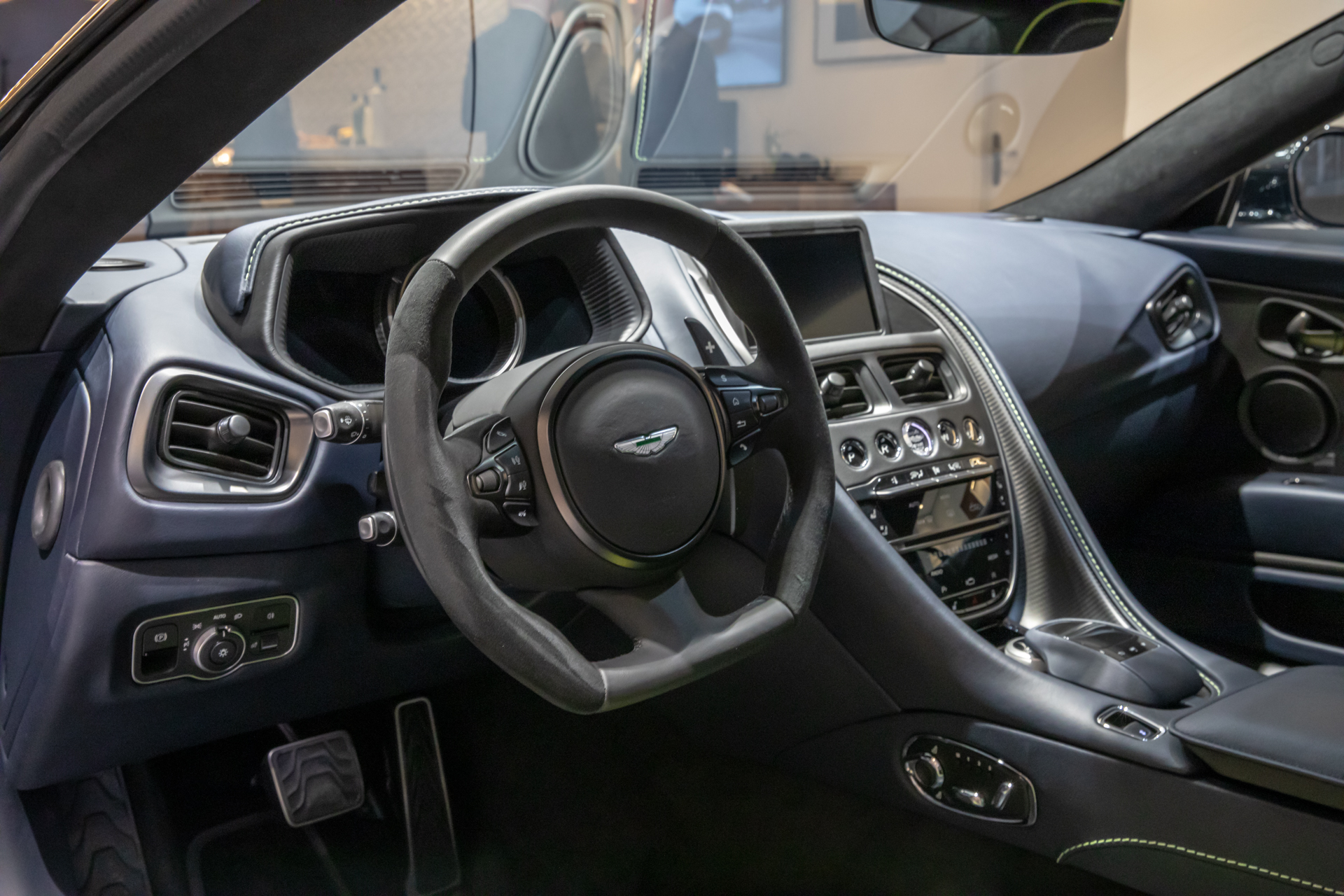

Автомобіль дебютував на Женевському автосалоні в березні 2016 року і розроблений на платформі VH нового покоління (підвіска спереду на подвійних важелях, ззаду багатоважільна) з новим двигуном 5,204 л twin-turbo V12 потужністю 608 к.с., що передає крутний момент через 8-ст. АКПП ZF на задній привід. Доповнює трансмісію диференціал підвищеного тертя. Він допомагає донести тягу до задніх коліс. В результаті купе набирає першу сотню за 3,9 с і розвиває максималку в 322 км/год. Суха маса моделі дорівнює 1770 кг.
Купе DB11 трохи крупніший за попередника DB9. Мотор, зрушений в межі збільшеною колісною бази, як і раніше попереду, коробка передач ззаду. Але силова структура кузова нова, більш легка і жорстка. Гордість англійців - алюмінієвий капот, що увібрав в себе половину передніх крил. Її Астону поставляє шведська компанія EPB, European Body Panels, яка також виробляє кузовні запчастини фірмам Audi і Volvo.
Автомобіль отримав інформаційно-розважальну систему Comand від Daimler AG.
В червні 2017 року автомобіль отримав ще 4,0-літровий твін-турбо V8 від Mercedes-AMG потужністю 510 к.с.

## Технічні дані
|                                 | DB11 Coupé V8                    | DB11 Roadster V8                 | DB11 Coupé V12     | DB11 Coupé V12 AMR |
| Роки виробництва                | з 10/2017                        | з 03/2018                        | з 09/2016          | з 05/2018          |
| Двигуни                         |                                  |                                  |                    |                    |
| Циліндри/розміщенн              | V8                               | V8                               | V12                | V12                |
| Клапани                         | 32                               | 32                               | 48                 | 48                 |
| Об'єм                           | 3982 см³                         | 3982 см³                         | 5204 см³           | 5204 см³           |
| Коефіцієнт стиснення            | 10,5 : 1                         | 10,5 : 1                         | 9,3 : 1            | 9,3 : 1            |
| Живлення двигуна                | два одноконтактні турбонагнітачі | два одноконтактні турбонагнітачі | два турбонагнітачі | два турбонагнітачі |
| Потужність кВт (к.с.) при об/хв | 375 (510)/6000                   | 375 (510)/6000                   | 447 (608)/6500     | 470 (639)/6500     |
| Крутний момент Нм при об/хв     | 675 /2000–5000                   | 675 /2000–5000                   | 700 /1500–5000     | 700 /1500–5000     |
| Трансмісія                      |                                  |                                  |                    |                    |
| Привід                          | Задній                           | Задній                           | Задній             | Задній             |
| КПП                             | 8-ст. АКПП                       | 8-ст. АКПП                       | 8-ст. АКПП         | 8-ст. АКПП         |
| Характеристики                  |                                  |                                  |                    |                    |
| Вага                            | 1760 кг                          | 1870 кг                          | 1875 кг            | 1875 кг            |
| Бак                             | 78 л                             | 78 л                             | 78 л               | 78 л               |
| Витрати пального, на 100 км     | 9,9 л                            | 9,9 л                            | 11,4 л             | 11,4 л             |
| Викиди CO2                      | 230 г/км                         | 230 г/км                         | 265 г/км           | 265 г/км           |
| Макс. швидкість vmax            | 300 км/год                       | 300 км/год                       | 322 км/год         | 334 км/год         |
| Розгін 0–100 км/год             | 4,0 с                            | 4,1 с                            | 3,9 с              | 3,7 с              |
| Ціна (в Німеччині)              | 184.000 Euro                     | 199.000 Euro                     | 204.900 Euro       | 218.595 Euro       |

## Продажі
| рік  | Європа |
| ---- | ------ |
| 2016 | 155    |
| 2017 | 1.249  |
| 2018 | 1.070  |
| 2019 | 855    |
| 2020 | 545    |
| 2021 | 334    |

1. ↑  Європа: 2020 ЄС 27 + Велика Британія + Швейцарія + Норвегія + Ісландія